# Autódromo Ciudad de La Rioja
Der Autódromo Ciudad de La Rioja ist eine permanente Motorsport-Rennstrecke in La Rioja in Argentinien.

## Geschichte
Der Kurs wurde 1978 eröffnet und erreichte in den Folgejahren vor allem als Austragungsort kleiner Rennserien Bekanntheit. Unter anderem trugen die Top Race V6 und Turismo Nacional, Rennen auf diesem aus.
Anfang der 2020er Jahre wurde der Kurs größtenteils renoviert, um den Anforderungen für nationale Rennen gerecht zu werden. Dies gelang mit der Rückkehr der TC2000-Meisterschaft im Jahr 2023.

## Die Strecke
Die Strecke ist 3,266 km lang und umfasst 15 Kurven. Die Start-Ziel-Gerade ist der schnellste Teil des Kurses, bevor die Wagen die enge Kurve 3 erreichen. 

## Sonstiges
Virtuell ist der Kurs in der Rennsimulation Assetto Corsa enthalten.